# Klanac (Kakanj, BiH)
Klanac  je naseljeno mjesto u općini Kakanj, Federacija Bosne i Hercegovine, BiH.

## Stanovništvo

### 1991.
Nacionalni sastav stanovništva 1991. godine, bio je sljedeći:
ukupno: 134
- Hrvati – 134

### 2013.
Na popisu stanovništva 2013. godine bilo je bez stanovnika.

## Religija
Bijelo Polje pripada Vrhbosanskoj nadbiskupiji Rimokatoličke crkve, Sutješkom dekanatu župe sv. Ivana Krstitelja u Kraljevoj Sutjesci, koju pastoriziraju franjevci Bosne Srebrene.U mjestu je jedno rimokatoličko groblje.